# Jasienok (dolina)

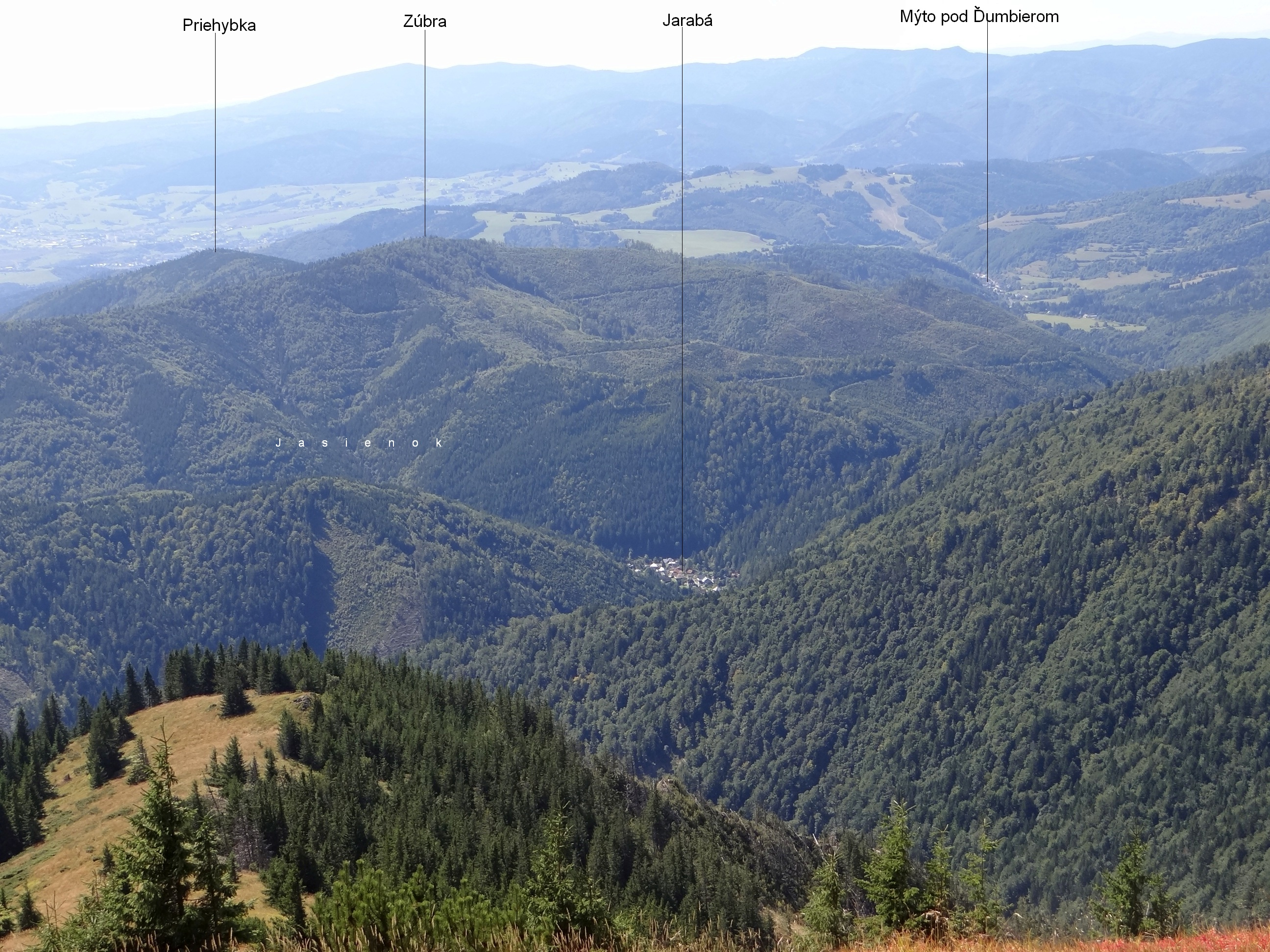
Widok od północnej strony

Jasienok – dolina w Niżnych Tatrach na Słowacji. Jest orograficznie lewym odgałęzieniem doliny Štiavnička opadającej spod przełęczy Czertowica (Čertovica,1238 m) na południowy zachód.
Dolina ma wylot we wsi Jarabá na wysokości około 810 m n.p.m. i podnosi się w kierunku południowo-zachodnim. Jej prawe zbocza tworzy północno-zachodni grzbiet masywu Beňuška (1542 m) – Kečka (1529 m). Górną część lewych zboczy tworzy północno-zachodni grzbiet szczytu Čučoriedková (1316 m), dolną północny grzbiet szczytu Zúbra (1192 m). Dnem doliny spływa potok Jasienok uchodzący do Štiavnički.
Dolina jest całkowicie porośnięta lasem i znajduje się poza obszarem Parku Narodowego Niżne Tatry. Na jej dnie wzdłuż dolnej części potoku ciągną się zabudowania wsi Jarába. Zbocza doliny trawersuje droga leśna, którą poprowadzono szlak rowerowy nr 5577 (Okolo Beňušky). 